# Końskie
Końskie este un oraș în Polonia.